# Fesol

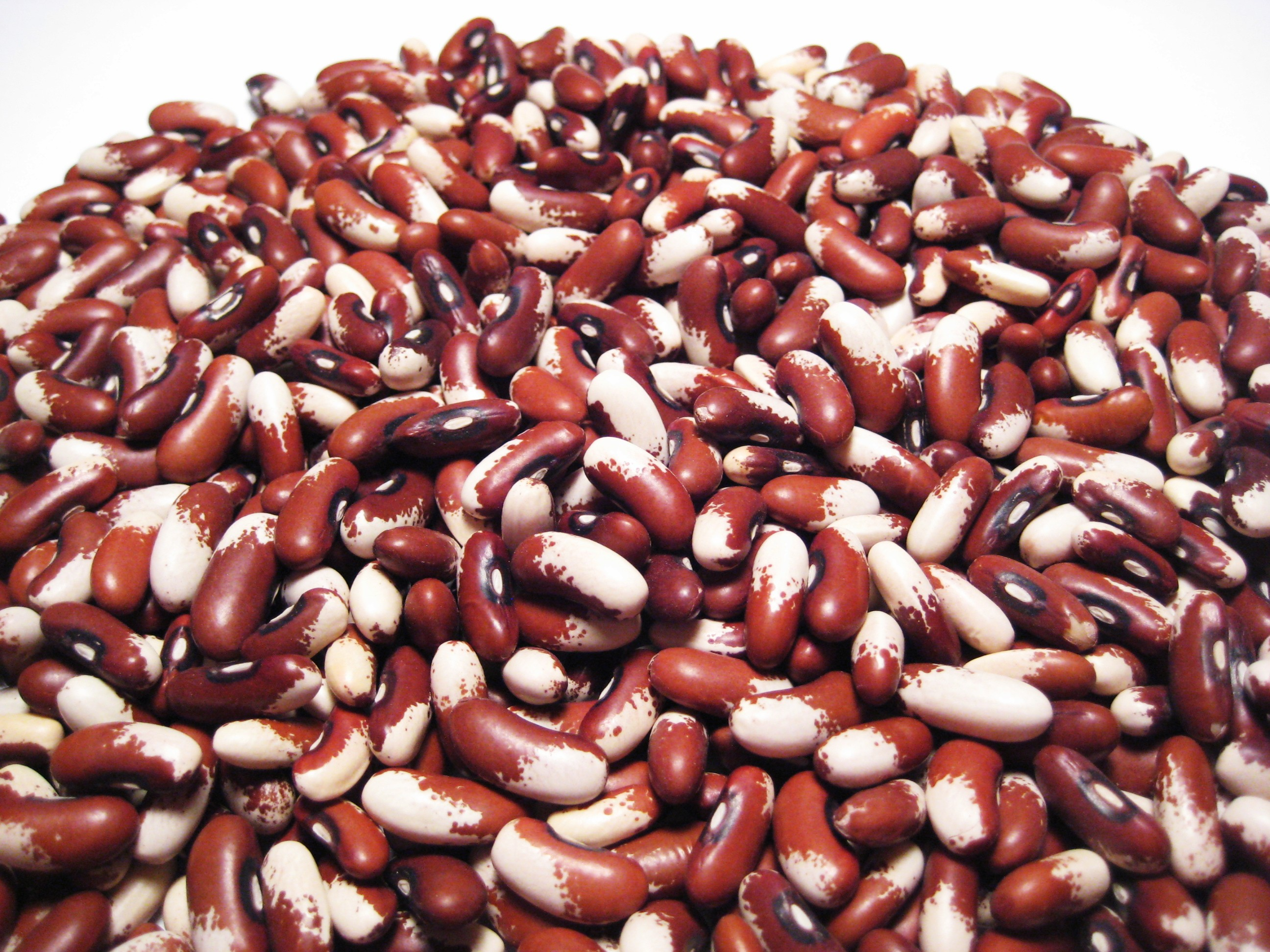
Fesols secs (Phaseolus vulgaris)

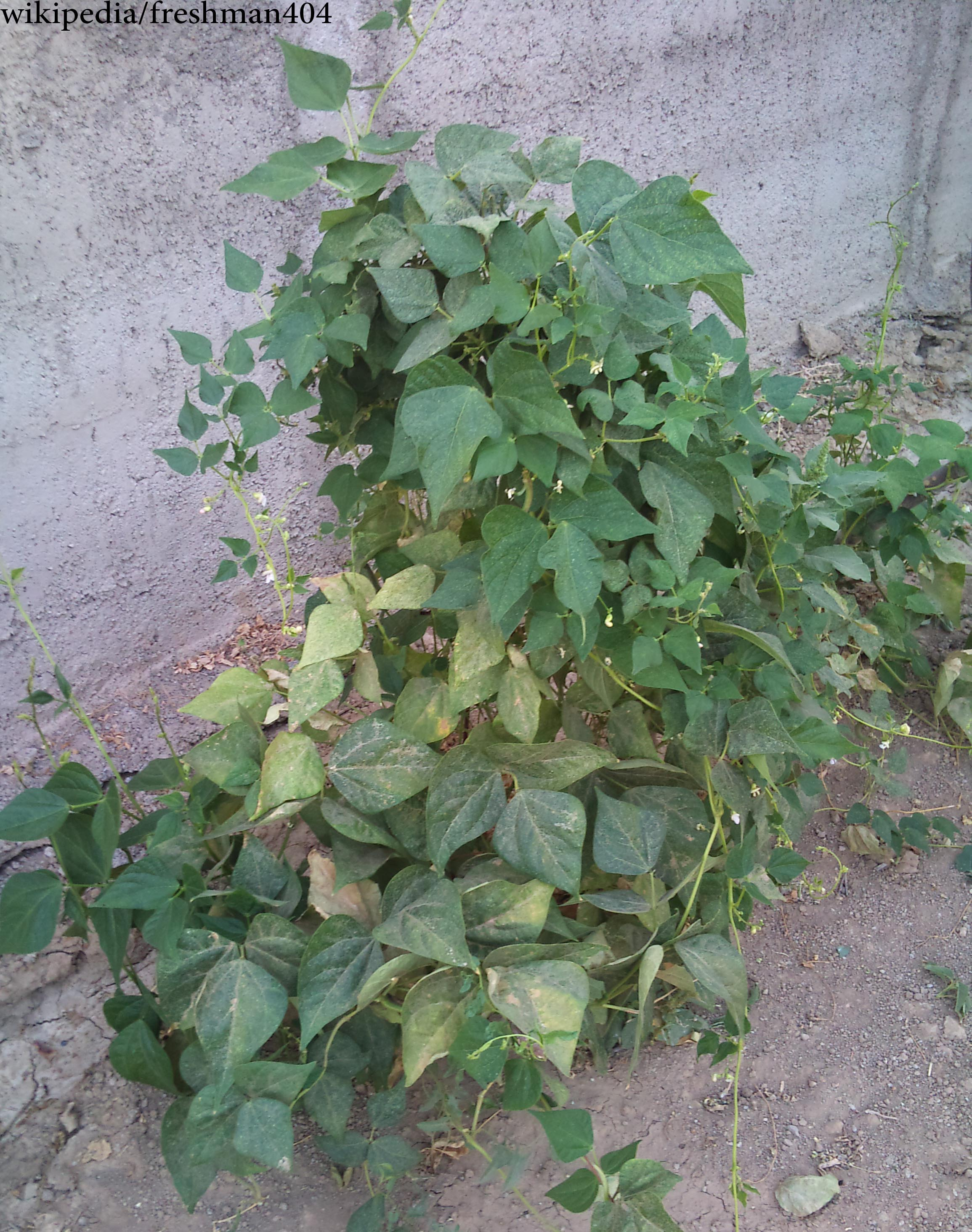
Mongetera.

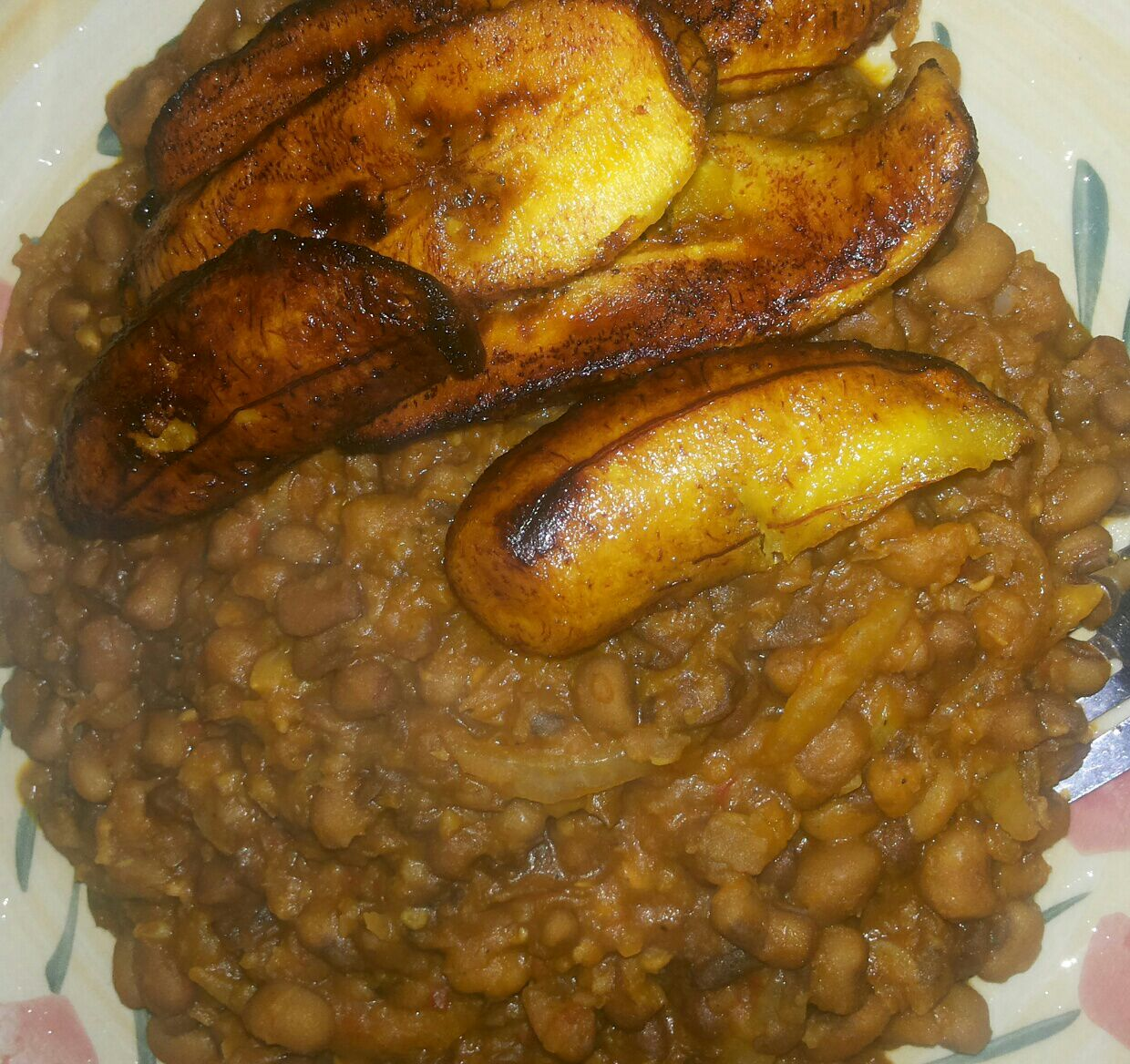
Fesols amb plàtan.

Un fesol o mongeta és la llavor d’un dels diversos gèneres de la família de les plantes amb flor lleguminoses, que s'utilitzen com a verdures per a l’alimentació humana o animal. Es poden cuinar de moltes maneres diferents, com bullides, fregides i cuites, i s'utilitzen en molts plats tradicionals a tot el món.

## Cultiu

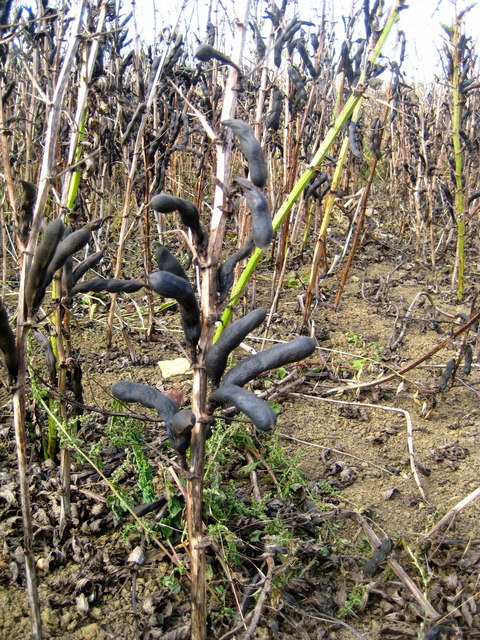
Faves de camp (faves, Vicia faba), a punt per collir

A diferència del pèsol, estretament relacionat, les mongetes són un cultiu d’estiu que necessita temperatures càlides per créixer. Els llegums són capaços de fixar el nitrogen i, per tant, necessiten menys fertilitzants que la majoria de plantes. La maduresa sol ser de 55 a 60 dies des de la sembra fins a la collita. A mesura que maduren les beines de fesol, es tornen grogues i s'assequen. Com la vinya, les plantes de mongetes necessiten suport extern, que poden adoptar la forma de "gàbies de mongetes" especials o pals. Els nadius americans els cultivaven habitualment juntament amb el blat de moro i la carabassa (les anomenades tres germanes), amb les altes tiges que servien de suport per a les mongetes.
Recentment s'ha desenvolupat l’anomenada "mongeta arbustiva" que no requereix suport i que totes les seves beines es desenvolupen simultàniament, a diferència de les mongetes polars que es desenvolupen gradualment. Això fa que la mongeta arbustiva sigui més pràctica per a la producció comercial.

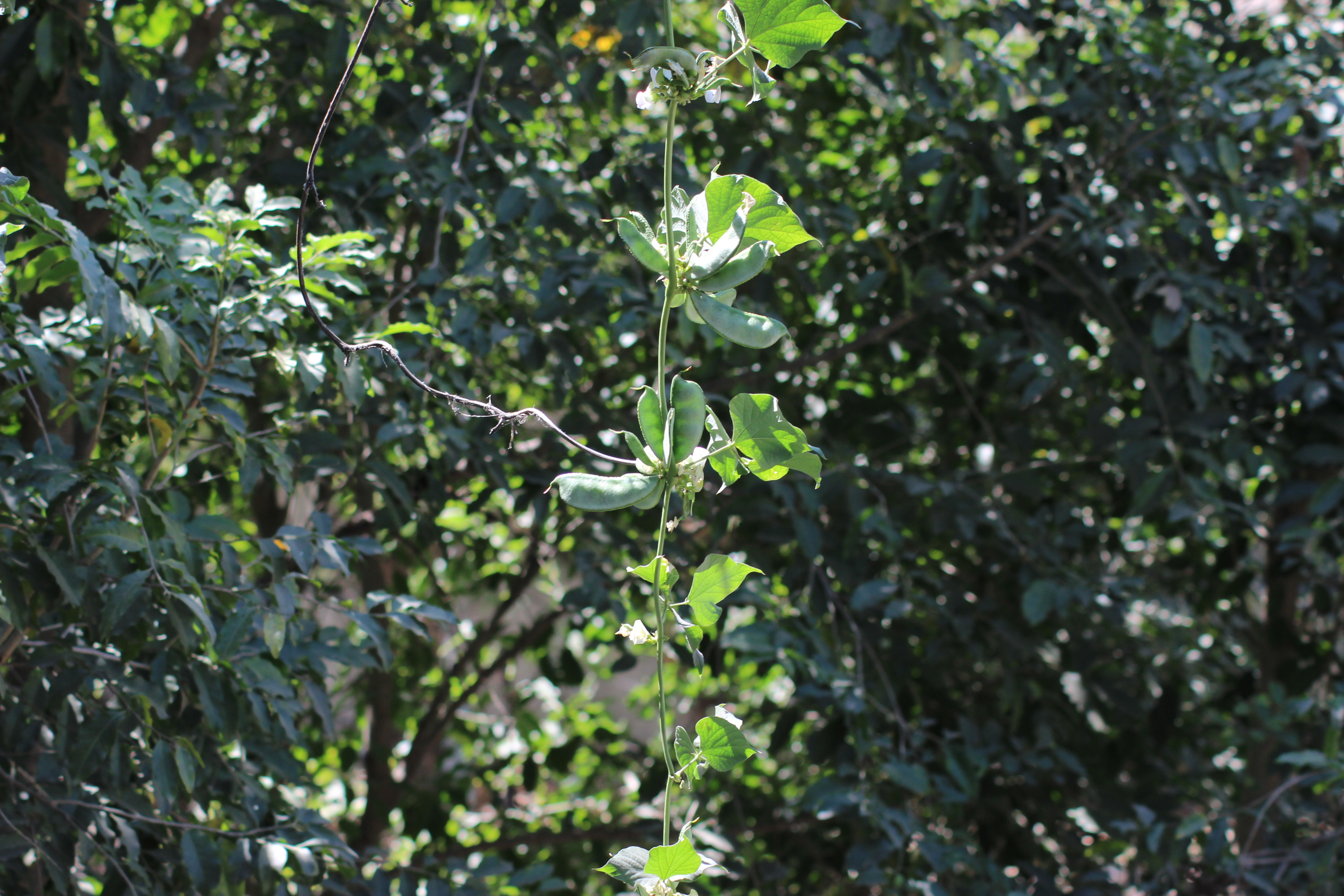
Mongetera trepadora

## Història

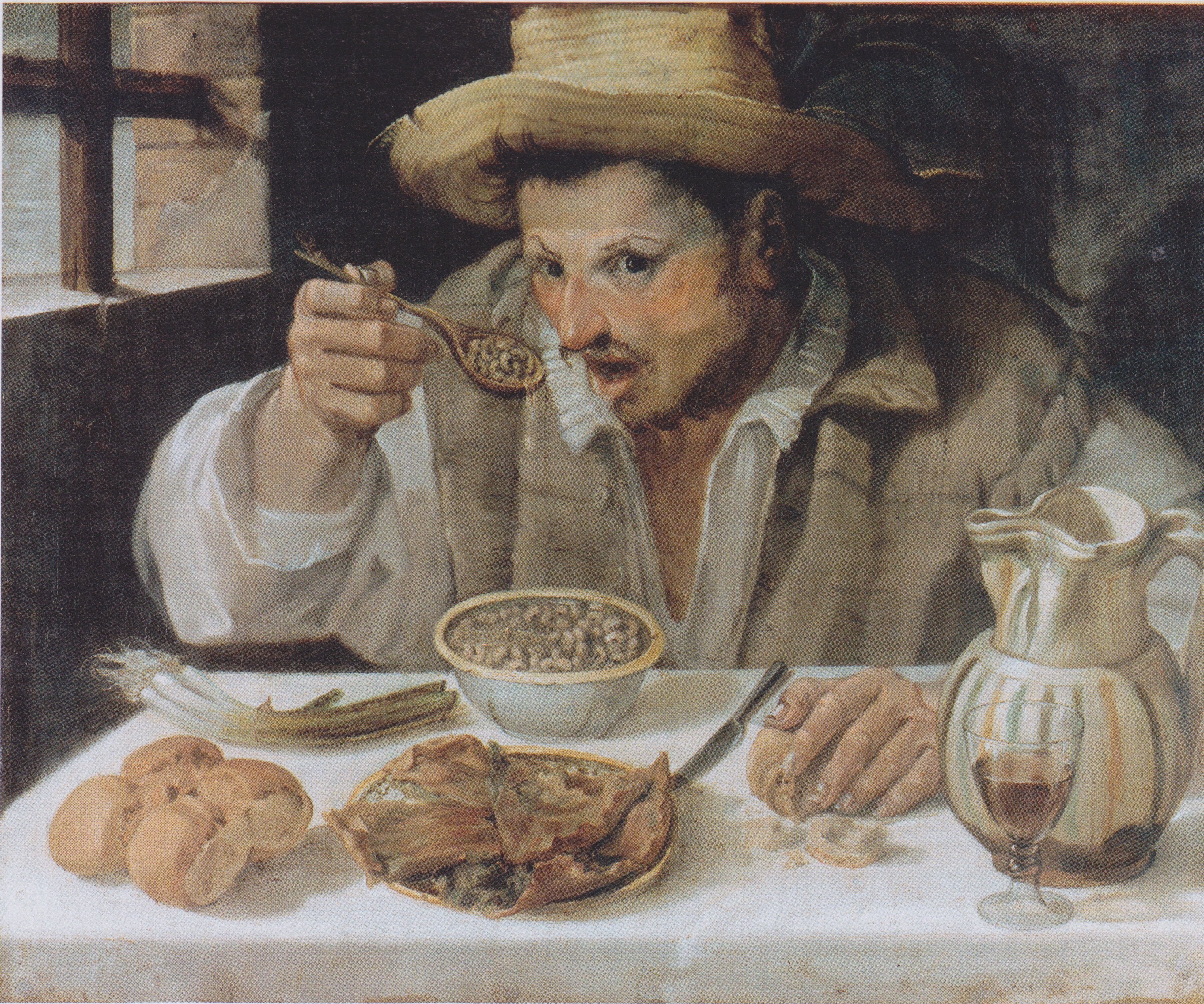
The Beaneater (El menjador de mongetes) (1580-1590) d’ Annibale Carracci

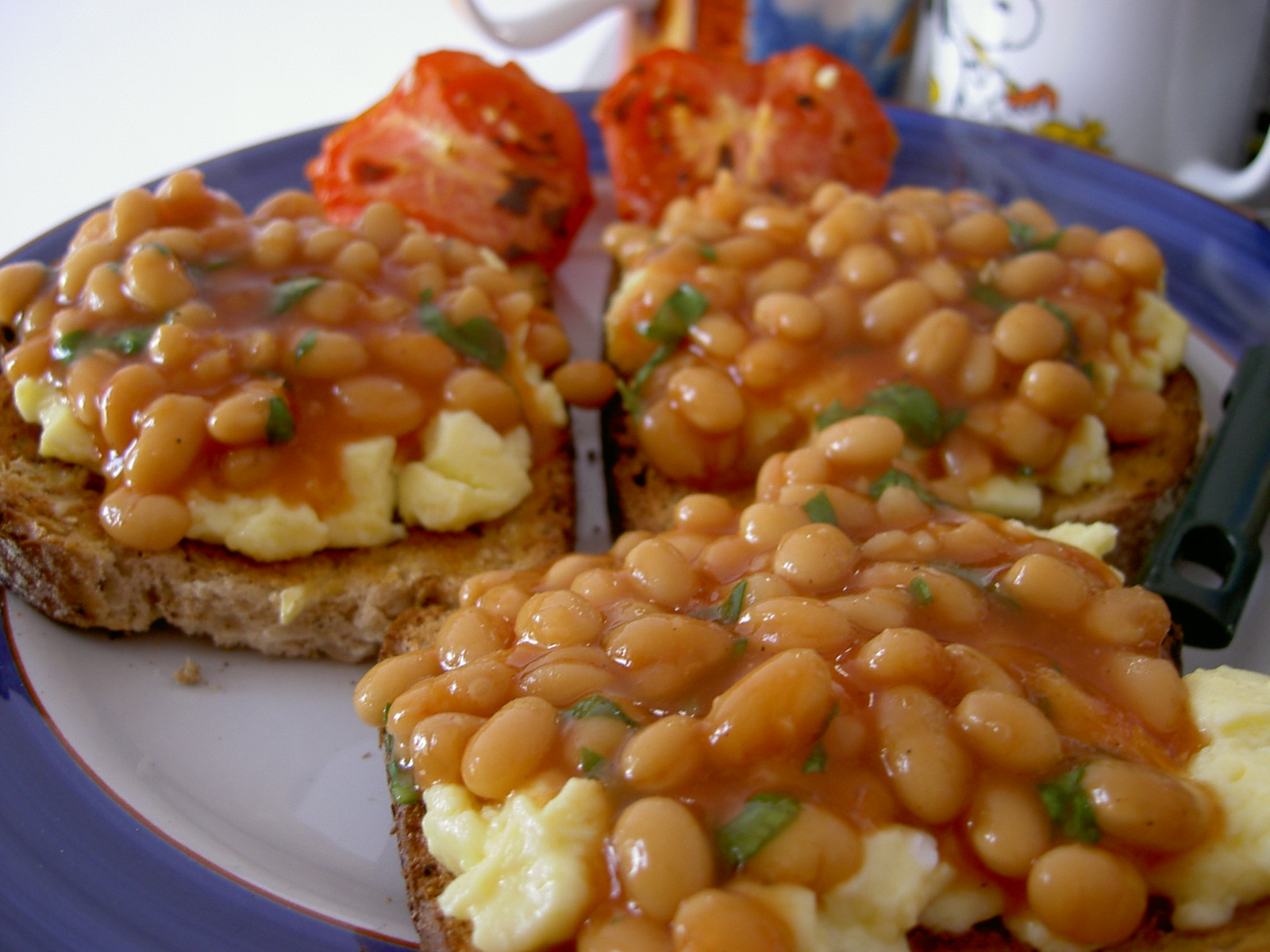
Mongetes al forn sobre pa torrat (amb ou)

Les mongetes són una de les plantes més cultivades. Les faves, en estat salvatge de la mida d’una ungla petita, es van descobrir a l'Afganistan i als contraforts de l’Himàlaia. En una forma millorada dels tipus naturals, es van cultivar a Tailàndia des de principis del setè mil·lenni aC, anterior a la ceràmica. Se'n van dipositar amb els morts a l'antic Egipte. No va ser fins al segon mil·lenni aC que els fesols cultivats de grans llavors van aparèixer a l’Egeu, a Ibèria i a l’Europa transalpina. A la Ilíada (segle VIII aC) hi ha una menció fefaent de les mongetes i els cigrons llançats a la trilla.
Els fesols han estat una font important de proteïnes al llarg de la història, i encara ho són avui.
Les mongetes domesticades més antigues de les Amèriques es van trobar a la cova Guitarrero, un jaciment arqueològic al Perú, i datades al voltant del segon mil·lenni aC. Tanmateix, les anàlisis genètiques de la mongeta comuna Phaseolus mostren que es va originar a Mesoamèrica i, posteriorment, es va estendre cap al sud, juntament amb el blat de moro i la carabassa, conreus tradicionalment similars i compatibles.
La majoria dels tipus de fesol menjats habitualment frescos o secs, els del gènere Phaseolus, provenen originàriament de les Amèriques, doncs es diu que Cristòfor Colom va ser el primer europeu en veure'n, mentre explorava el que podrien haver estat les Bahames, els va trobar creixent als camps. Cinc tipus de phaseolus grans van ser domesticats pels pobles precolombins: fesol comú (Phaseolus vulgaris) obtingudes de Xile a la part nord del que avui és Estats Units, i les faves i sieva (P. lunatus), com així com els tipus menys explotats (P. acutifolius), les mongetes escarlates (P. coccineus) i les mongetes polyanthus (P. polyanthus). Un ús especialment famós de les mongetes per part de les persones precolombines fins al nord de la costa atlàntica és el mètode "Tres germanes" per al cultiu de plantes complementàries:
Al Nou Món, moltes tribus cultivaven mongetes junt amb blat de moro (blat de moro) i carabassa. El blat de moro no es plantaria en filades com fa l'agricultura europea, sinó de forma de quadres / hexadecimals a través d'un camp, en taques separades d'una a sis tiges cadascuna.
Les mongetes es plantarien al voltant de la base de les tiges en desenvolupament i anirien creixent a mesura que creixessin les tiges. Totes les mongetes americanes en aquella època eren plantes de vinya, ja que les "mongetes arbustives" s'havien criat recentment. Les pedres de blat de moro funcionarien com a enreixat per a les mongetes i les mongetes proporcionarien nitrogen molt necessari per al blat de moro.
La carabassa es plantaria als espais entre les taques de blat de moro al camp. El blat de moro els proporcionaria un lleuger refugi del sol, ombrejaria el sòl i reduiria l'evaporació i dissuadirien molts animals d’atacar el blat de moro i les mongetes perquè les seves vinyes gruixudes i peludes i les seves fulles amples i rígides són difícils o incòmodes per a animals com cérvols i os rentador per caminar, corbs per aterrar, etc.
Les mongetes seques provenen tant de les varietats de fesols vells (fava) com del nou món (ronyó, negre, nabiu, pinto, blau marí / sarau).
Les mongetes són una planta heliotròpica, és a dir, les fulles s'inclinen durant tot el dia per enfrontar-se al sol. A la nit, es posen en una posició plegada de recolliment.

## Tipus

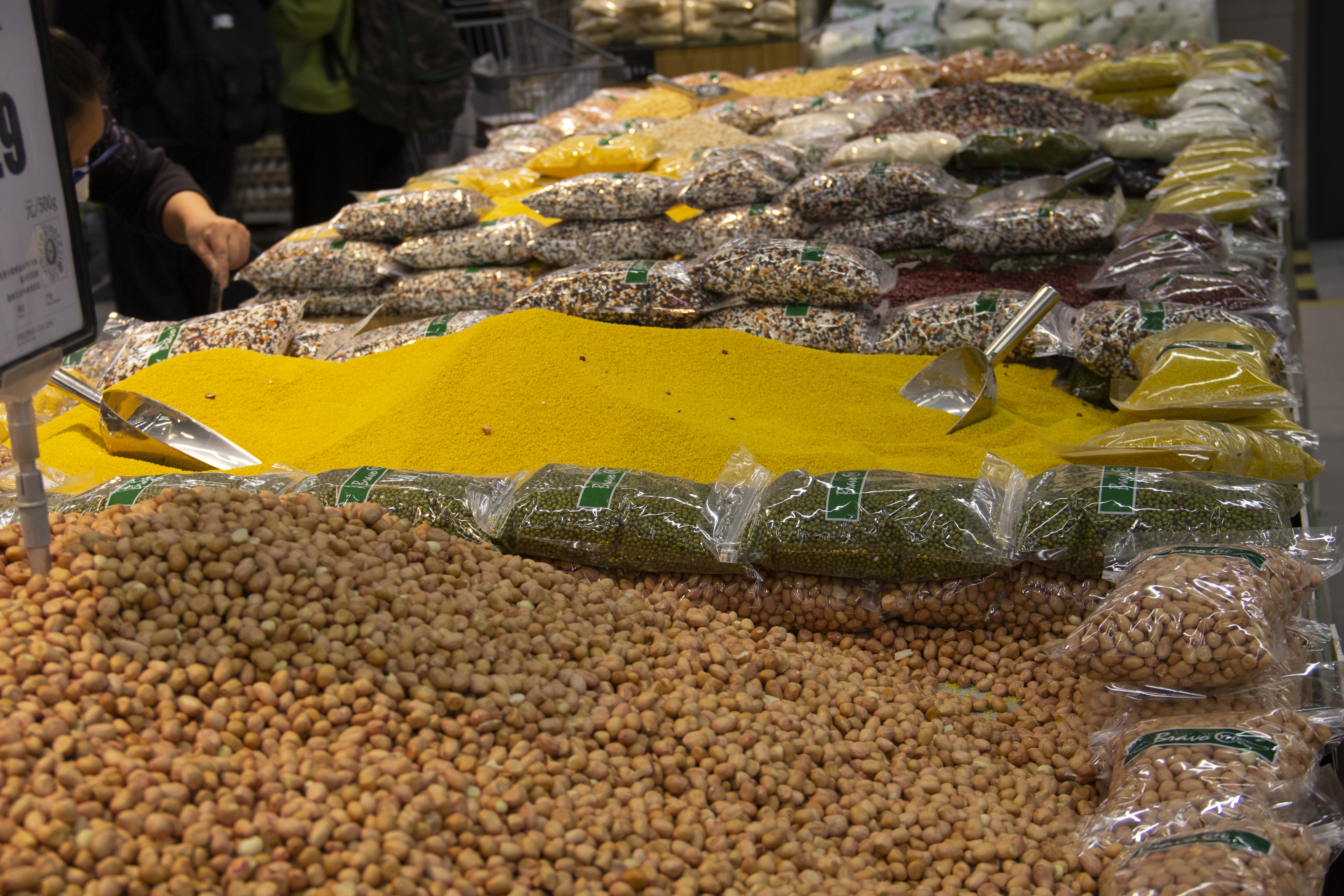
Tipus de mongetes en un supermercat

Actualment, els bancs de gens mundials contenen prop de 40.000 varietats de mongetes, tot i que només una fracció es produeix en massa per al seu consum regular. Alguns tipus de mongetes inclouen:
- Vicia
  - Vicia faba (fava)

- Phaseolus

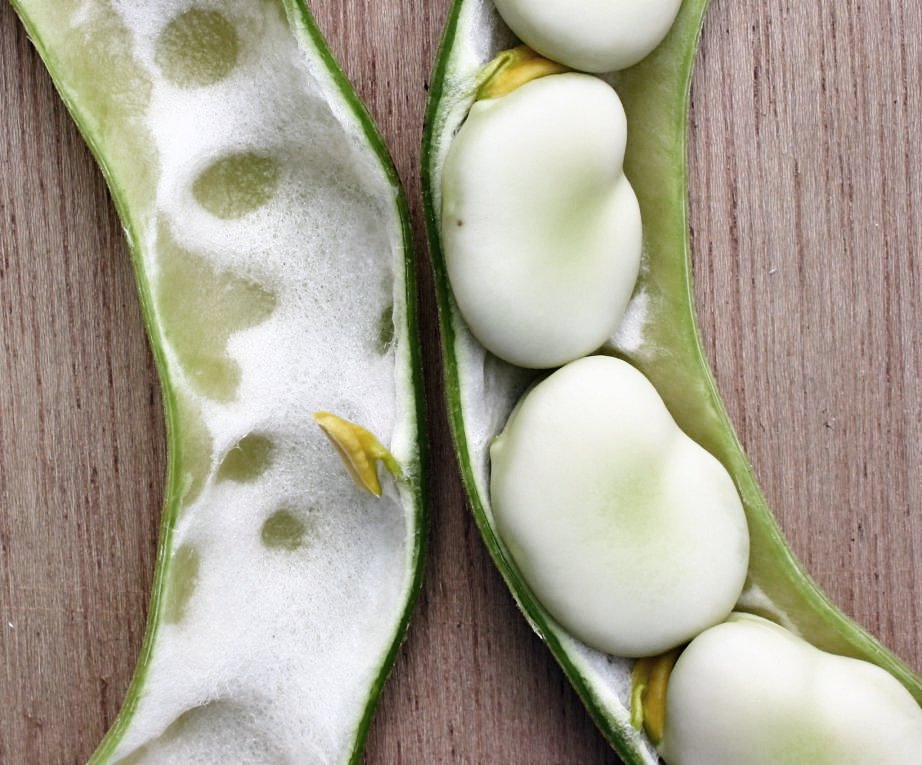
Vicia faba o faves, conegudes als EUA com a faves

  - Phaseolus acutifolius (fava tepària)
  - Phaseolus coccineus (mongeta corredissa)
  - Phaseolus lunatus (mongeta lima)
  - Phaseolus vulgaris (mongeta comuna; inclou la mongeta pinta, la mongeta negra, la mongeta negra, la mongeta Appaloosa, així com les mongetes verdes i moltes altres)
  - Phaseolus polyanthus (aka P. dumosus, reconeguda com a espècie separada el 1995)
- Vigna
  - Vigna aconitifolia (mongeta d'arna)
  - Vigna angularis (mongeta azuki)
  - Vigna mungo (fesol urad)
  - Vigna radiata (mongeta mung)
  - Vigna subterranea (mongeta de Bambara)
  - Vigna umbellata (arròs)
  - Vigna unguiculata (becerol ; també inclou el pèsol d'ulls negres, la mongeta del jardí i altres)
- Cicer
  - Cicer arietinum (cigró)
- Lathyrus
  - Lathyrus oleraceus (pèsol)
  - Lathyrus sativus (pèsol indi)
  - Lathyrus tuberosus (pèsol tuberós)
- LentLlenties
  - Lent culinaris (llenties)
- Lablab

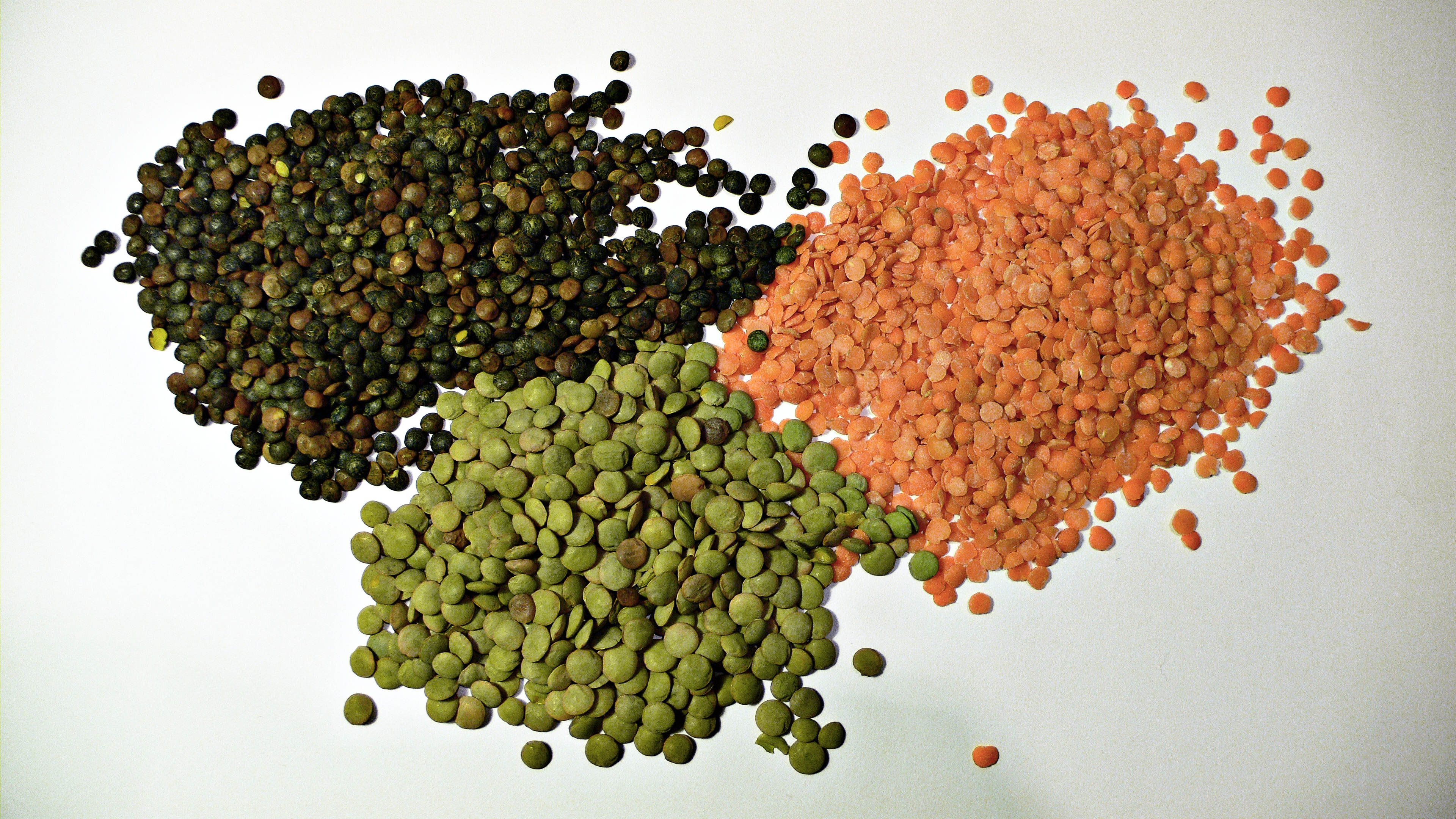
Llenties

  - Lablab purpureus (mongeta egípcia)

- Glicina
  - Glicina màx (soja)
- Psophocarpus

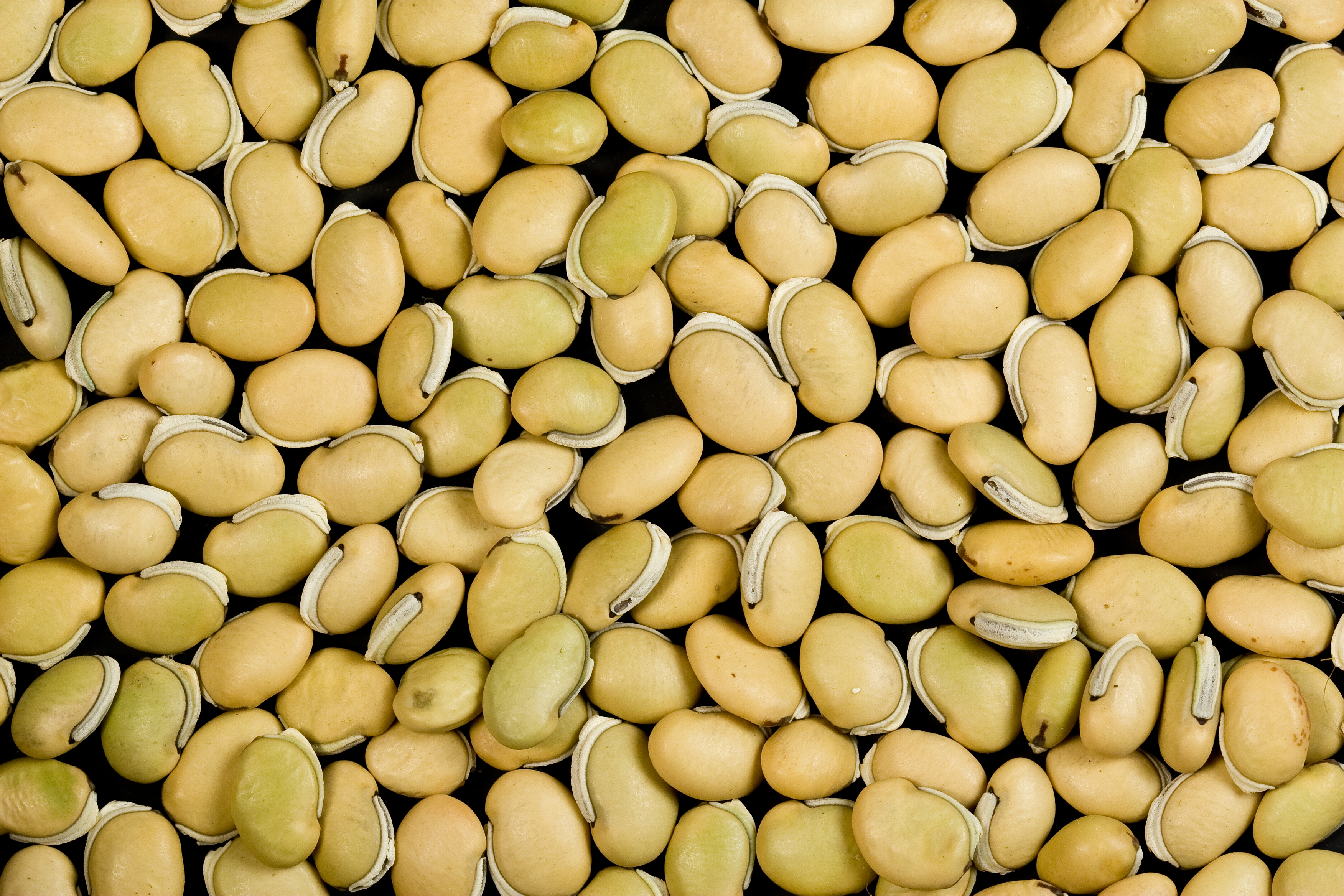
Faves de jacint

  - Psophocarpus tetragonolobus (mongeta alada)

- Cajanus
  - Cajanus cajan (pèsol)
- Mucuna

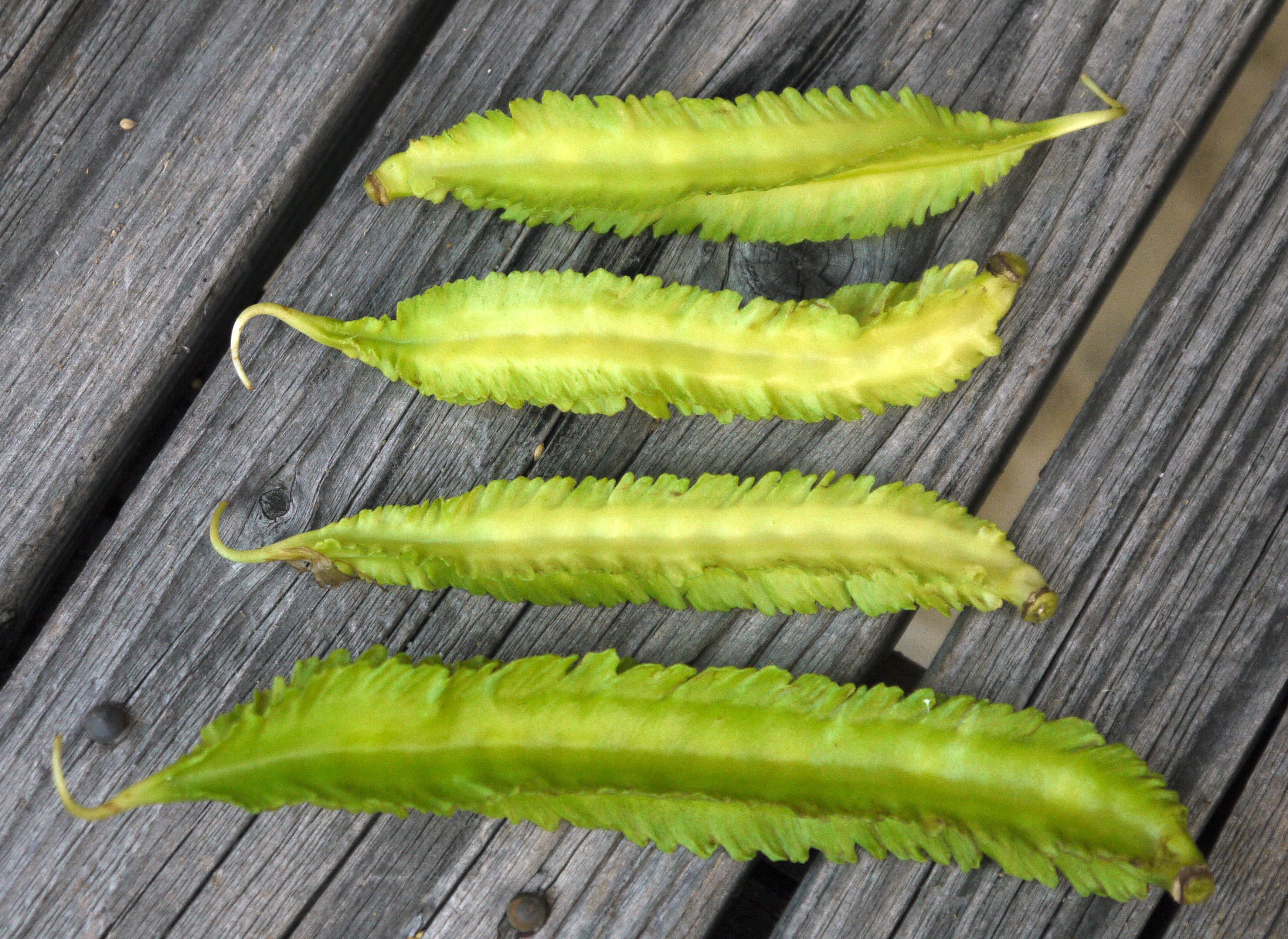
Psophocarpus tetragonolobus (mongeta alada)

  - Mucuna pruriens (mongeta de vellut)
- Ciamopsi
  - Cyamopsis tetragonoloba o (guar)
- Canavalia
  - Canavalia ensiformis (Jack Bean)
  - Canavalia gladiata (mongeta espasa)
- Macrotiloma
  - Macrotyloma uniflorum (gram de cavall)
- Lupí (lupí)
  - Lupinus mutabilis (tarwi)
  - Lupinus albus (mongeta de llobí)
- Aràquis
  - Arachis hypogaea (cacauet)

## Propietats

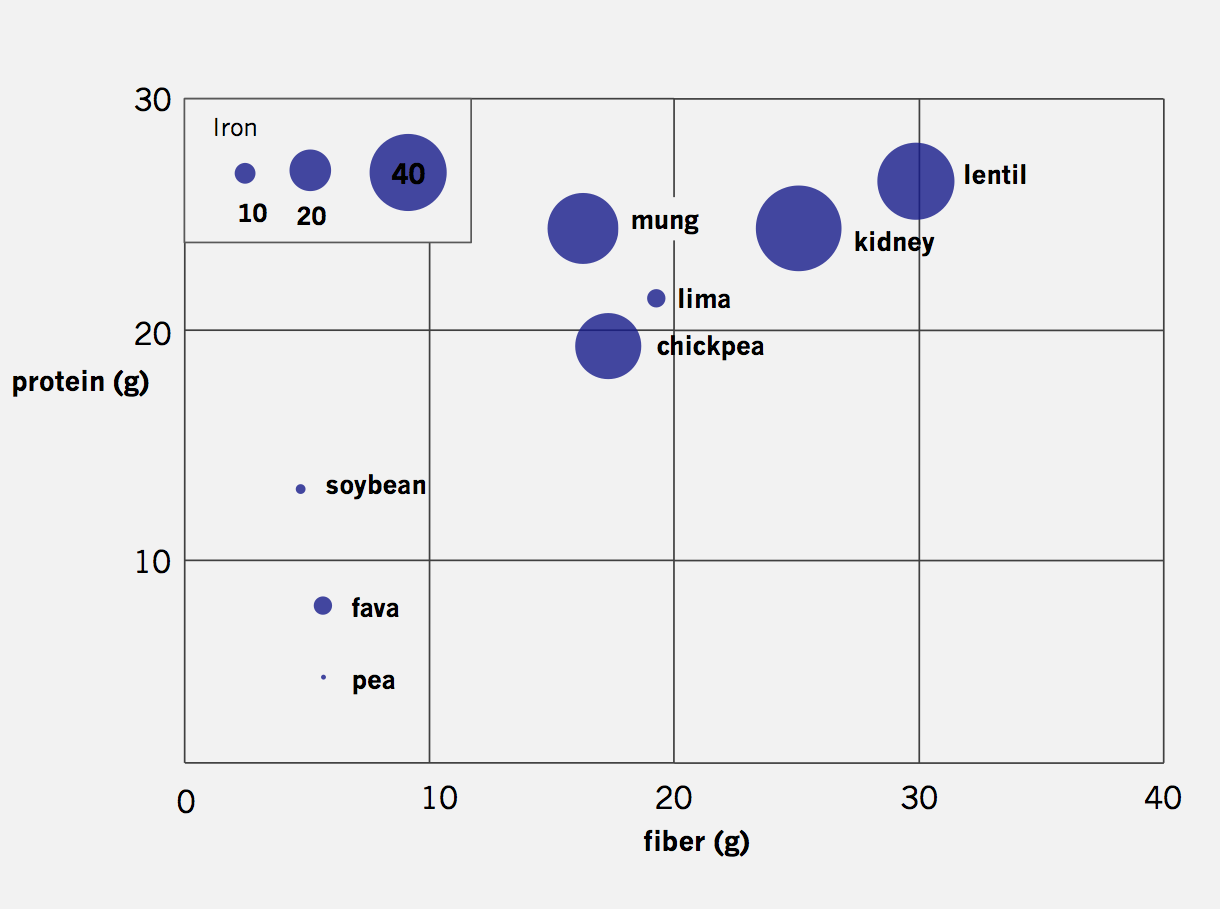
Aquesta figura mostra els grams de fibra i proteïna per cada 100 grams de porció de cada llegum. La mida del cercle és proporcional al seu contingut en ferro. Des d’aquest punt de vista, les llenties i els fesols contenen més nutrients i la soja i els pèsols són els que en tenen menys.

### Nutrients
Els fesols són rics en proteïnes, carbohidrats complexos, folats i ferro. Els fesols també tenen una quantitat important de fibra i fibra soluble, amb una tassa de fesols cuits que en proporcionen entre 9 i 13 grams de fibra. La fibra soluble pot ajudar a reduir el colesterol a la sang.

### Antinutrients
Molts tipus de mongetes contenen quantitats significatives d'antinutrients que inhibeixen alguns processos enzimàtics al cos. L'àcid fític, presents als grans, fruits secs, llavors i mongetes, interfereixen en el creixement ossi i interrompen el metabolisme de la Vitamina D. Edward Mellanby va fer un treball pioner sobre l'efecte de l’àcid fític el 1939.

### Flatulències
Molts fesols comestibles, inclosos els fesols grans, les mongetes marines, els fesols i la soja, contenen oligosacàrids (en particular la raffinosa i l’ estaquió), un tipus de molècula de sucre que també es troba a la col. Cal un enzim anti-oligosacàrids per digerir adequadament aquestes molècules de sucre. Com que el tracte digestiu humà normal no conté enzims anti-oligosacàrids, els oligosacàrids consumits solen ser digerits pels bacteris de l’intestí gros. Aquest procés de digestió produeix gasos, com el metà com a subproducte, que després s'alliberen com a flatulència.

### Problemes de salut

#### Toxines
Alguns tipus de mongetes crues contenen una toxina nociva i insípida: la lectina fitohemaglutinina, que s'ha d’eliminar cuinant-la. Les mongetes vermelles són particularment tòxiques, però altres tipus també presenten riscos d'intoxicació alimentària. Un mètode recomanat és bullir les mongetes durant almenys deu minuts; les mongetes poc cuites poden ser més tòxiques que les mongetes crues.
La cocció de les mongetes sense bullir-les en una olla de cocció lenta a una temperatura molt inferior a l'ebullició pot no destruir les toxines. Es va informar d’un cas d’intoxicació per garrofó usat per elaborar falàfel les mongetes s'utilitzaven en lloc de les faves tradicionals o els cigrons, mullades i triturades sense bullir, convertides en empanades i fregides poc profundes.
La intoxicació per fesols no és ben coneguda a la comunitat mèdica i és possible que molts casos es diagnostiquin erròniament o no es notifiquin mai; les xifres semblen no estar disponibles. En el cas del Servei Nacional d’Informació sobre Poisons del Regne Unit, disponible només per als professionals de la salut, els perills de les mongetes que no fossin vermelles no es van marcar el 2008.
La fermentació s'utilitza en algunes parts d’Àfrica per millorar el valor nutritiu de les mongetes mitjançant l'eliminació de toxines. Una fermentació econòmica millora l’impacte nutricional de la farina de mongetes seques i millora la digestibilitat, segons una investigació coautora d’Emire Shimelis, del Programa d’Enginyeria Alimentària de la Universitat d’Addis Abeba. Els fesols són una font important de proteïnes dietètiques a Kenya, Malawi, Tanzània, Uganda i Zàmbia.

#### Infecció bacteriana
És freqüent fer brots de mongetes deixant que alguns tipus de mongetes, sovint mongetes mung, germinin en condicions humides i càlides. Aquests brots de mongeta es poden utilitzar com a ingredients en plats cuinats o menjar-se crus o lleugerament cuits. Hi ha hagut molts brots de malalties per contaminació bacteriana, sovint per salmonel·la, listèria i escherichia coli, o bé brots de mongetes no cuinades del tot, alguns causant una mortalitat significativa.